# Casbia alphitopis
Casbia alphitopis är en fjärilsart som beskrevs av Turner 1919. Casbia alphitopis ingår i släktet Casbia och familjen mätare. Inga underarter finns listade i Catalogue of Life.